# Tipula macrosterna
Tipula macrosterna är en tvåvingeart som först beskrevs av Alexander 1912.  Tipula macrosterna ingår i släktet Tipula och familjen storharkrankar. Inga underarter finns listade i Catalogue of Life.